# Réseau viaire de Paris

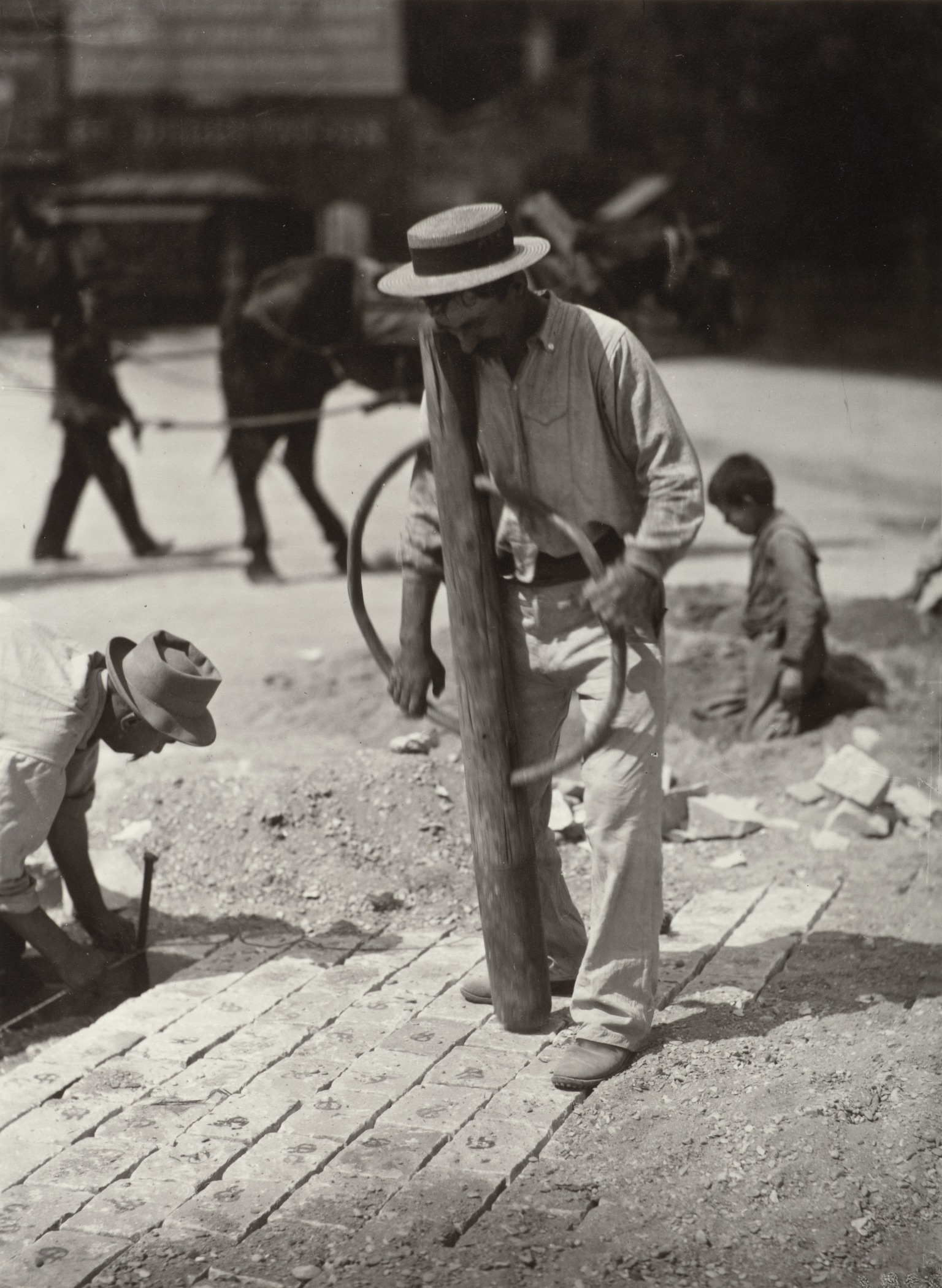
Pflasterarbeiten in Paris
Foto von Eugène Atget

Dieser Artikel zeigt die Geschichte, die Charakteristika und die besonderen Ereignisse des Pariser Straßennetzes (französisch Réseau viaire de Paris) auf.

## Geschichte und Typologie

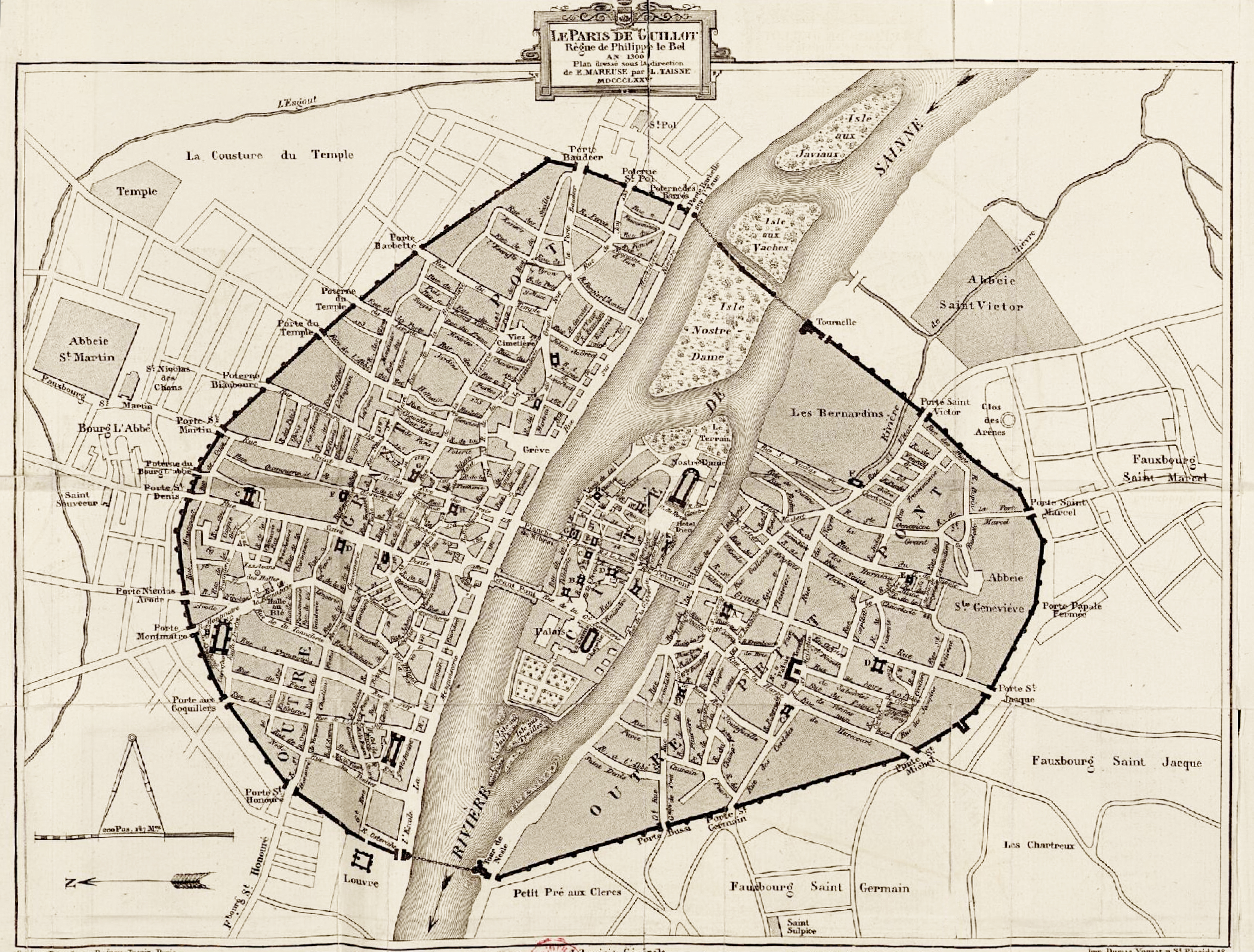
Plan aus Le Dit des Rues de Paris um 1280–1300

Im 13. Jahrhundert gab es laut Le Dit des rues de Paris (Guillot de Paris) 309 Straßen. Unter Ludwig XV. gab es 789.
Das vom Zentrum zur Peripherie ausstrahlende Straßennetz mit entsprechenden Ringstraßen ist Ergebnis der Stadtgeschichte von der Antike bis zum 20. Jahrhundert. Dabei können die Wege in Kategorien, entsprechend ihrem Entstehen, eingeteilt werden:
- Vorortsstraßen sind die ältesten, aus der Zeit der Römer, Gallier und dann aus dem Mittelalter; sie verbanden das Zentrum mit der Peripherie oder die umliegenden Ortschaften untereinander, ehe sie durch die Stadtausdehnung vereinnahmt wurden.
- Straßen zu im Mittelalter bis in unsere Zeit angelegten Wohneinheiten auf Ackerland, auf ehemaligen Klosteranlagen oder Herrschaftssitzen. Diese Siedlungen befinden sich zum großen Teil in den Lücken zwischen den Straßen zu den Vororten.
- Straßen wurden durch Enteignung angelegt, was vor allem im Zweiten Kaiserreich geschah.[3]
- Ringstraßen entstanden durch den Abriss der mittelalterlichen Stadtmauern, wie zum Beispiel der Thierssche Stadtbefestigung 1919.

## Benennung und Nummerierung
Der Polizeileutnant René Hérault verordnete am 16. Januar 1728, dass ein Straßenschild mit Namen am jeweils ersten und letzten Haus derselben anzubringen sei. Im folgenden Jahr wurde dies für jede Straßenkreuzung angeordnet.
Am Ende des 18. Jahrhunderts hatte die Hauptstadt 989 Straßen.
Am Ende des 19. Jahrhunderts hatte Paris 3 499 Straßen, Passagen, Avenues, Gassen, Sackgassen, Boulevards und Plätze.
Zu Beginn des 21. Jahrhunderts waren es mehr als 6 000 Straßen aller Art.
Bis 1793 hatten die Häuser noch keine Nummern. Man bezeichnete sie als in der Nachbarschaft von Schild oder einem Monument. Die Nummerierung wurde am 15 pluviôse an XIII(4. Februar 1805) von Nicolas Frochot, Präfekt des Départements Seine eingeführt. Die Nummern wurden je nach Ausrichtung der Straßen zur Seine vergeben:
- Straßen, die parallel zur Seine verliefen, wurden in Flussrichtung nummeriert.
- Straßen, die zur Seine hin verliefen, wurden vom Fluss ausgehend nummeriert.

1844 schrieb der Präfekt Claude-Philibert Barthelot de Rambuteau vor, dass die Schilder blau zu sein haben und weiß beschriftet werden.

## Straßenbeleuchtung
Der erste Versuch einer Fassadenbeleuchtung, der 1258 von Étienne Boileau, Prévôt de Paris, unternommen wurde, war zum Scheitern verurteilt.
Die erste Stadtbeleuchtung geht auf die Initiative Philippe V. zurück, der aus Sicherheitsgründen 1318 den Außenbereich des Justizpalastes am Châtelet beleuchten ließ. In der Folgezeit begann die Beleuchtung von Paris erst mit Öl-, dann mit Gaslampen.
Nach zwei Versuchen, 1841 am Quai de Conti und 1844 am Place de la Concorde anlässlich der Weltausstellung Paris 1878, wurde die elektrische Beleuchtung für Paris eingeführt: Die SGE (Société Générale Électrique) richtete 32 «foyers» (deutsch Brennpunkte), Avenue de l’Opéra und Place du Théâtre-Français.
Heute ist die Direction de la voirie et des déplacements und ihre Straßenämter für die Beleuchtung von Paris zuständig.

## Statistik
Die Pariser Straßen bestehen zu 60 % aus Fahrweg und zu 40 % aus Fußweg.
2012 gibt es in Paris 6290 öffentliche und private Straßen. Außerhalb der Grünanlagen (Bois de Boulogne, Bois de Vincennes), dem Boulevard périphérique und den Schnellstraßen hat die Stadt 5064 öffentliche, 180 private der Öffentlichkeit zugängige Straßen und 875 Privatstraßen, zusammen also 1700 km, die 26,6 km² Fläche belegen, was etwa einem Viertel der Stadtfläche entspricht. Der Boulevard périphérique und die Schnellstraßen mit Zufahrten zählen 171 Straßen. Ferner gibt es 479 Plätze.
Die Zahl der Verkehrswege ist nicht festgeschrieben und ändert sich im Laufe der Zeit.

## Besonderheiten
Angaben laut der Pariser Stadtverwaltung:
- Die längste Straße von Paris soll die Rue de Vaugirard (6. Arrondissement (Paris) und 15. Arrondissement) mit 4360 m.[8] Jedoch ist der Boulevard périphérique 35500 m lang[9], der Voie Georges-Pompidou 13000 m[10] und die Avenue Daumesnil bringt es noch auf 6270 m[11] (davon ein Teil den Bois de Vincennes berührt und durch den Ort Saint-Mandé führt).
- Die kürzeste Straße ist die Rue des Degrés (2. Arrondissement) mit 5,75 m.[12]
- Die kürzeste Avenue ist die Avenue Georges-Risler (16. Arrondissement) mit 14 m.[13]
- Die breiteste Straße ist die Avenue Foch (16. Arrondissement) mit 120 m.[14]
- Als schmalste Straße gilt die Rue du Chat-qui-Pêche (5. Arrondissement) mit einer maximalen Breite von 1,80 m.[15] Um den Titel der schmalsten Straße streiten sich aber noch andere Wege: Sentier des Merisiers (12. Arrondissement) mit 1 m[16] und die Passage de la Duée (20. Arrondissement) mit 0,80 m[17]
- Als steilste Straße von Paris gilt die Rue Gasnier-Guy (20. Arrondissement) mit 17,4 % Gefälle.[18]
- Lange Jahre haben sich die Straßen von den Avenues und Boulevards durch die Abwesenheit von Bäumen unterschieden. Es gibt jedoch zahlreiche Ausnahmen, vor allem in den Außenbezirken: Rue Ordener, Rue des Pyrénées, Rue de Tolbiac, Rue d'Alésia und Rue de la Convention. Sie werden aber zahlreicher, nachdem Paris beschlossen hat, mehr „grün“ in die Stadt zu bringen.
- Es gibt in Paris Privatstraßen, die der Öffentlichkeit normalerweise verschlossen bleiben.[19]

## Listen

### Arrondissements
Auflistung der 20 Arrondissement von Paris:
- Liste der Straßen und Plätze im 1. Arrondissement
- Liste der Straßen und Plätze im 2. Arrondissement
- Liste der Straßen und Plätze im 3. Arrondissement
- Liste der Straßen und Plätze im 4. Arrondissement
- Liste der Straßen und Plätze im 5. Arrondissement
- Liste der Straßen und Plätze im 6. Arrondissement
- Liste der Straßen und Plätze im 7. Arrondissement
- Liste der Straßen und Plätze im 8. Arrondissement
- Liste der Straßen und Plätze im 9. Arrondissement
- Liste der Straßen und Plätze im 10. Arrondissement
- Liste der Straßen und Plätze im 11. Arrondissement
- Liste der Straßen und Plätze im 12. Arrondissement
- Liste der Straßen und Plätze im 13. Arrondissement
- Liste der Straßen und Plätze im 14. Arrondissement
- Liste der Straßen und Plätze im 15. Arrondissement
- Liste der Straßen und Plätze im 16. Arrondissement
- Liste der Straßen und Plätze im 17. Arrondissement
- Liste der Straßen und Plätze im 18. Arrondissement
- Liste der Straßen und Plätze im 19. Arrondissement
- Liste der Straßen und Plätze im 20. Arrondissement

### Grünflächen
Bois de Boulogne und Bois de Vincennes werden von mehreren Verkehrsadern durchquert:
- Liste der Straßen im Bois de Boulogne
- Liste der Straßen im Bois de Vincennes

### Straßen mit provisorischen Namen
Einige Straßen haben keinen Namen im traditionellen Sinn, sie werden aber in eine provisorischen Liste geführt. Es handelt sich dabei vor allem um Zufahrtsstraßen zu den Boulevard Peripherique.

### Straßen mit besonderer Namensgebung
Es gibt noch weitere Verzeichnisse, die die Straßen nach besonderen Merkmalen einteilen:
- Ehemalige Straßen aus der Pariser Vergangenheit
- Straßen, die auf einen Besitzer hinweisen
- Besonders lange Straßen
- Straßen, die Namen von Militärs oder von Stadttoren haben